# Quesnoy-sur-Airaines
Quesnoy-sur-Airaines település Franciaországban, Somme megyében. Lakosainak száma 421 fő (2022. január 1.). Quesnoy-sur-Airaines Airaines, Hangest-sur-Somme, Le Mesge, Montagne-Fayel, Riencourt, Soues, Tailly és Warlus községekkel határos.

## Népesség
A település népességének változása:
| Lakosok száma | 443  | 444  | 449  | 441  | 434  | 428  | 421  | 420  | 421  |
|               | 2013 | 2015 | 2016 | 2017 | 2018 | 2019 | 2020 | 2021 | 2022 |